# Gwenaël Morin
Pour les articles homonymes, voir Morin.
Scènes principales
Théâtre d'Aubervilliers
Théâtre du Point du Jour
Festival d'Avignon
Gwenaël Morin, né en 1969, est un comédien, metteur en scène et directeur de théâtre français.

## Biographie

### Jeunesse et formation
Gwenaël Morin né en 1969 de parents fonctionnaires. Il grandit à Villefontaine près de Lyon et découvre la poésie lors des « soirées poésie » animées par ses parents. A 15 ans, passionné de musique, il anime une émission musicale sur Radio Jacasse. Après le bac, il étudie pendant 4 ans l'architecture à l'École nationale des travaux publics de l'État de Vaulx-en-Velin tout en découvrant le théâtre. Il abandonne alors ses études pour devenir metteur en scène.

### Carrière

#### Les débuts (1996-2007)
Gwenaël Morin commence sa carrière en créant des décors de théâtre et en devenant de 1996 à 1999 l'assistant du metteur en scène Michel Raskine, directeur du Théâtre du Point du Jour de Lyon, notamment dans Prométhée enchaîné d’Eschyle et Théâtres d’Olivier Py.  
A partir de 1999, il monte ses premiers spectacles : Stéréo d'après Samuel Beckett et Bruce Nauman, Pareil/Pas pareil d'après Jean-Luc Godard,  Mademoiselle Julie d’August Strindberg avec Cécile de France, Comédie sans titre d'après Federico García Lorca, Les Justes d’Albert Camus... 
En 2004, sa mise en scène de Guillaume Tell de Friedrich von Schiller est représentée lors de l'exposition Swiss Swiss Democracy du plasticien Thomas Hirschhorn au Centre culturel suisse de Paris et Gwenaël Morin devient son décorateur attitré.

#### Théâtre permanent d'Aubervilliers (2009-2012)
En 2009, Gwenaël Morin crée le Théâtre permanent aux Laboratoires d'Aubervilliers sur l'invitation des directeurs Joris Lacoste et Yvane Chapuis dont le projet est : « jouer tous les soirs, répéter tous les jours, transmettre en continu, intégrer d’autres formes de théâtre, ouvrir le plus possible ». Pendant un an, la troupe joue tous les soirs gratuitement six pièces du théâtre classique devant un public de 50 personnes : Lorenzaccio d'Alfred de Musset, Tartuffe de Molière, Hamlet de Shakespeare, Bérénice de Jean Racine, Antigone de Sophocle, Woyzeck de Georg Büchner. Les pièces sont représentées lors d'une tournée qui dure trois ans et qui s'achève lors d'une nuit blanche en 2012, soit douze heures de spectacle en continu, en accès gratuit, au Théâtre de la Bastille. 

#### Théâtre du Point du Jour de Lyon (2013-2018)
En 2012, Gwenaël Morin crée quatre pièces de Rainer Werner Fassbinder au Théâtre du Point du Jour de Lyon sous le titre Antiteatre (Anarchie en Bavière, Liberté à Brême, Le Village en flammes et Gouttes dans l'océan) au Théâtre du Point du Jour de Lyon. L'année suivante il devient le directeur du théâtre et poursuit l'expérience du Théâtre permanent. En 2016, le metteur en scène s’inspire de l'expérience tentée au Festival d'Avignon en 1978 par Antoine Vitez : monter quatre pièce avec les mêmes acteurs et un seul décor. Morin fait donc de même avec le spectacle Les Molière de Vitez. Il propose chaque soir au Théâtre des Amandiers une pièce de Molière jouée en 1h30 et les quatre pièces sont jouées à la suite le samedi par dix jeunes comédiens issus de la même promotion du Conservatoire régional de Lyon. Les rôles sont tirés au sort si bien que les personnages masculins peuvent être joués par des comédiennes et inversement dans L'Ecole des femmes, Tartuffe ou l'Imposteur, Dom Juan ou le Festin de pierre et Le Misanthrope ou l'Atrabilaire amoureux. En 2017, il monte trois pièces Les Tragédies de juillet sur le parking du Théâtre du Point du jour : Les Exilées d’Eschyle, La Mort d’Héraclès de Sophocle et Iphigénie chez les Taures d’Euripide.
En tant que directeur du théâtre, il invite d'autres metteurs en scène à se produire à Lyon : Yves-Noël Genod, Philippe Vincent, Nathalie Béasse, Philippe Quesne...
En 2018, Gwenaël Morin reçoit le Prix Topor Télérama pour la radicalité de ses spectacles marathon créés sans décor, sans lumière, sans costumes.

#### Artiste associé au Festival d'Avignon (2023-2026)
Invité au Festival d'automne à Paris en 2020 pour Ajax-Antigone-Héraklès de Sophocle et au Théâtre Nanterre-Amandiers pour Le Théâtre et son double d’Antonin Artaud, Gwenaël Morin est en 2023 artiste associé au Festival d'Avignon pour quatre ans. En 2023, il présente Le Songe d'après William Shakespeare avec quatre comédiens pour 20 personnages en accélérant le rythme de la pièce. En 2024, il adapte Quichotte d'après Miguel de Cervantes avec Jeanne Balibar dans le rôle-titre.

## Metteur en scène
- 1999 : Stéréo d'après Samuel Beckett et Bruce Nauman, Théâtre Les Ateliers de Lyon
- 1999 : Pareil/Pas pareil – Nouvelle version d'après Jean-Luc Godard et Gerhard Richter, Théâtre de la Croix-Rousse et Théâtre Les Ateliers de Lyon
- 2001 : Mademoiselle Julie d’August Strindberg, Comédie de Valence, Théâtre du Point du Jour de Lyon
- 2004 : Comédie sans titre d'après Federico García Lorca, Théâtre du Point du Jour de Lyon
- 2004 : Guillaume Tell d’après Guillaume Tell de Friedrich von Schiller, Centre culturel suisse de Paris
- 2006 : Philoctète d'après Philoctète de Sophocle, Le Bateau Feu (Dunkerque)
- 2007 : Les Justes d’Albert Camus, Comédie de Saint-Étienne, Théâtre de la Bastille
- 2009 : Lorenzaccio d'Alfred de Musset, Laboratoires d'Aubervilliers
- 2009 : Tartuffe de Molière, Laboratoires d'Aubervilliers
- 2009 : Hamlet de Shakespeare, Laboratoires d'Aubervilliers
- 2009 : Bérénice de Jean Racine, Laboratoires d'Aubervilliers
- 2009 : Antigone de Sophocle, Laboratoires d'Aubervilliers
- 2009 : Woyzeck de Georg Büchner, Laboratoires d'Aubervilliers
- 2012 : Antiteatre d'après Rainer Werner Fassbinder, Théâtre du Point du Jour, tournée
- 2013 : Anarchie en Bavière de Rainer Werner Fassbinder mise en scène Gwenaël Morin
- 2013 : Le Misanthrope ou l'Atrabilaire amoureux de Molière, Théâtre du Point du Jour, tournée
- 2013 : Tartuffe ou l'Imposteur de Molière, Théâtre du Point du Jour, tournée
- 2013 : Dom Juan ou le Festin de pierre de Molière, Théâtre du Point du Jour, tournée
- 2014 : Ajax de Sophocle, Nuits de Fourvière, Théâtre Nanterre-Amandiers
- 2016 : Électre de Sophocle, Nuits de Fourvière, Théâtre Nanterre-Amandiers
- 2016 : Œdipe roi de Sophocle, Nuits de Fourvière, Théâtre Nanterre-Amandiers
- 2016 : L'École des femmes de Molière, Théâtre du Point du Jour, tournée
- 2016 : Othello ou le Maure de Venise de William Shakespeare, Théâtre du Point du Jour
- 2016 : Macbeth de William Shakespeare, Théâtre du Point du Jour
- 2016 : Les Molière de Vitez, Théâtre Nanterre-Amandiers, tournée
- 2017 : Tartuffe ou l'Imposteur de Molière, tournée
- 2017 : Les Tragédies de juillet d'après Eschyle, Sophocle et Euripide, Nuits de Fourvière
- 2018 : Re-Paradise, d'après Paradise Now du Living Theatre.Théâtre Nanterre-Amandiers
- 2018 : George Dandin de Molière, Centre Georges Pompidou
- 2018 : Andromaque de Jean Racine, Centre Georges Pompidou
- 2019 : Uneo uplusi eurstragé dies – Ajax-Antigone-Héraklès de Sophocle, Festival d'automne à Paris, tournée
- 2020 : Andromaque à l'infini d'après Jean Racine, Une Semaine d'art en Avignon, tournée
- 2020 : Le Théâtre et son double d’Antonin Artaud, Théâtre Nanterre-Amandiers
- 2021 : Les Exilées d’Eschyle, Festival d'automne à Paris
- 2021 : Raaaaciiiineeee / 4 Racine d'après Jean Racine, Phèdre, Britannicus, Bérénice et Andromaque, Festival de la cité de Lausanne
- 2023 : Le Songe d'après William Shakespeare, Festival d'Avignon, Théâtre Paris-Villette, tournée
- 2024 : Quichotte d'après Miguel de Cervantes, Festival d'Avignon, Théâtre Paris-Villette, tournée

## Comédien
- 1998 : Théâtres d’Olivier Py, mise en scène Michel Raskine, Théâtre du Point du Jour de Lyon
- 1999 : Stéréo d'après Samuel Beckett et Bruce Nauman, mise en scène Gwenaël Morin, Théâtre Les Ateliers de Lyon
- 2000 : Théâtre normal n°4, Théâtre Les Ateliers de Lyon
- 2003 : Chutes de Gregory Motton, mise en scène Grégoire Monsaingeon, Les Subsistances de Lyon
- 2007 : Purgatoire, conception Joris Lacoste, Théâtre national de la Colline
- 2009 : Tartuffe ou l'Imposteur/Bérénice/Hamlet/Woyzeck d'après Molière, Jean Racine, Georg Büchner et William Shakespeare, mise en scène Gwenaël Morin, Lycée Marie Curie de Vire
- 2020 : Le Théâtre et son double d’Antonin Artaud, Théâtre Nanterre-Amandiers
- 2024 : Quichotte d'après Miguel de Cervantes, mise en scène Gwenaël Morin, Festival d'Avignon, Théâtre Paris-Villette, tournée

## Distinctions
- Festival international du théâtre universitaire de Casablanca 1994[1]
- Prix Topor Télérama 2018